# اچ‌ام‌اس انترپرایز (۱۷۷۴)
اچ‌ام‌اس انترپرایز (۱۷۷۴) (به انگلیسی: HMS Enterprise (1774)) یک کشتی بود که طول آن ۱۲۰ فوت ۶ اینچ (۳۶٫۷۳ متر) بود. این کشتی در سال ۱۷۷۴ ساخته شد.